# Битка при Тюркхайм
Битката при Тюркхайм (на френски: Bataille de Turckheim) се състои на 5 януари 1675 г. по време на Холандската война в Елзас, между градовете Колмар и Тюркхайм. Тя има решително значение за предпазването на Франция от нашествие от страна на имперските сили. С изкусни действия маршал Тюрен извоюва победа над генерал Александър фон Бурнонвил и Фридрих-Вилхелм от Бранденбург-Прусия и ги принуждава да се оттеглят на изток от Рейн.

## Елзаската кампания
В началото на Холандската война (1672 – 1678) голяма френска армия, начело с крал Луи ХІV и маршалите Луи ІІ дьо Конде и Анри дьо Тюрен бързо напредва към Обединените провинции, нахлува в тях и ги поставя в критично състояние. За да спаси Амстердам, холандският лидер Ян де Вит отваря дигите на залива Зойдерзее и наводнява земите пред французите. Така, въпреки тежката цена, провинциите се спасяват, но не и самият де Вит, който е линчуван от тълпата. Френската армия се оттегля в Испанска Нидерландия, а една част е отделена за отбрана на рейнската граница. Причината е, че няколко държави от Свещената римска империя, включително Австрия и Бранденбург, се притичат на помощ на холандците и изпращат армии към Елзас. Появява се реална възможност да нападнат френската територия. Със задачата да ги спре се заема Тюрен. Той не разполага с големи сили и се налага да впрегне цялото си военно умение, за да успее.
В началото на кампанията Тюрен напредва в Германия и принуждава Фридрих-Вилхелм да сключи мир. Император Леополд І назначава за главнокомандващ на своите сили стария италиански генерал Раймондо Монтекуколи. Двамата с Тюрен са стари съперници от Тридесетгодишната война. Монтекуколи успява да изтика французите обратно към Рейн и се подготвя за нахлуване във Франция. Тюрен обаче го побеждава при Зинсхайм и го забавя половин година. В средата на 1674 г. съюзниците пак напредват. Те минават реката при град Страсбург, който им съдейства, макар че официално е неутрален. Въпреки усилията си Тюрен не успява да ги спре и те остават на зимни квартири в Елзас. Опасенията са, че напролет, подкрепени от още войски, ще се опитат да стигнат до Париж и да принудят Франция да се откаже от всичките си завоевания.
Според тогавашните разбирания през ноември или декември военните действия се прекратяват, за да могат войниците да си починат през зимата. Тюрен обаче нарушава този принцип и, заобикаляйки планината Вож от запад, придвижва армията си незабелязано през целия месец декември. Два дни след Коледа той достига Белфор, в непосредствена близост до изненаданите имперски войници. Те отстъпват без съпротива и заемат позиции близо до Тюркхайм. Там пристига и Тюрен, който без колебание се рашава на битка.

## Битката
Данните за числеността на армиите се различават, но се приема, че Тюрен разполага с около 30 000 души срещу 40 – 50 000 на противника.
Битката започва в 11 часа на 5 януари 1675 г. Тя се води на място, което Тюрен познава отлично, защото е воювал тук през 1644 г. Командирът на десния френски фланг граф дьо Лорж разтяга линиите си, и изглежда иска да завземе град Колмар. Това кара имперските командващи (Александър фон Бурнонвил и бранденбургския курфюрст) да отделят част от силите си към града, за да попречат да бъде превзет. Но това, което имперските генерали очакват да бъде битка за Колмар, Тюрен смята да разиграе пред Тюркхайм. Той спотайва лявото си крило зад хълмовете и щом дава сигнал за атака, Бурнонвил разбира, че е бил подведен. В този сектор на фронта двамата съсредоточават по 12 батальона, но французите имат повече оръдия. С тях те подготвят атаката, която започва в три следобед и постига блестящ успех – имперските сили са изтласкани и отстъпват към своя център. Час по-късно слънцето залязва и битката е прекратена. Тюрен очаква да се поднови на следващия ден, затова през цялата нощ преразпределя хората си по хълмовете около Тюркхайм. На сутринта обаче французите откриват, че противникът се е изтеглил. Когато маршалът влиза в Колмар, вижда, че там имперците са изоставили 3000 болни и ранени.

## Значение на победата
Това е битката, която превръща Тюрен в герой и в идол на Наполеон Бонапарт, защото отговаря на неговия вкус – с много настойчивост и движение маршалът постига желания резултат. „Всички тези последователни действия, извършени тъй изкусно и наложени търпеливо... възхитили и французите, и неприятелите“, твърди Волтер. Ефектът от битката е главно психологически. Бурнонвил и Фридрих-Вилхелм продължават да имат повече войници, но отстъпват към Страсбург, а Тюрен ги последва. Те дори не се опитват да задържат града, а се оттеглят в Германия. Заради сътрудничеството с френските врагове Страсбург може да бъде наказан, но Тюрен заявява, че няма да търси отговорност. Така той влиза свободно в града и прочиства цял Елзас от противниковите сили. Те така и не опитват повече да нахлуят във Франция от тази страна, въпреки че по-късно през годината Тюрен загива от случаен снаряд при Засбах.
Времето от битката при Тюркхайм до нелепата му смърт е най-триумфалното за Тюрен. Той се връща в столицата и е посрещнат от самия Луи ХІV в Сен Жермен. Там пред целия двор кралят го прегръща и му казва: „Благодарение на Вас се върна свежестта на една от лилиите на моята корона.“